# Villon, Yonne
Villon är en kommun i departementet Yonne i regionen Bourgogne-Franche-Comté i norra Frankrike. Kommunen ligger i kantonen Cruzy-le-Châtel som tillhör arrondissementet Avallon. År 2022 hade Villon 111 invånare.

## Befolkningsutveckling
Antalet invånare i kommunen Villon
| Referens: INSEE |